# Cortinarius fusisporus
Cortinarius fusisporus är en svampart som beskrevs av Kühner 1955. Cortinarius fusisporus ingår i släktet Cortinarius och familjen spindlingar.  Arten är reproducerande i Sverige. Inga underarter finns listade i Catalogue of Life.